# Echidnodella manilkarae
Echidnodella manilkarae är en svampart som beskrevs av Hosag. & T. Sabu 2005. Echidnodella manilkarae ingår i släktet Echidnodella och familjen Asterinaceae.   Inga underarter finns listade i Catalogue of Life.